# Miroslav Barčík
Miroslav Barčík (Čadca, 26 maggio 1978) è un allenatore di calcio e calciatore slovacco, centrocampista e tecnico in seconda dello Javorník Makov.

## Statistiche

### Cronologia presenze e reti in nazionale
| Cronologia completa delle presenze e delle reti in nazionale ― Slovacchia | Cronologia completa delle presenze e delle reti in nazionale ― Slovacchia | Cronologia completa delle presenze e delle reti in nazionale ― Slovacchia | Cronologia completa delle presenze e delle reti in nazionale ― Slovacchia | Cronologia completa delle presenze e delle reti in nazionale ― Slovacchia | Cronologia completa delle presenze e delle reti in nazionale ― Slovacchia | Cronologia completa delle presenze e delle reti in nazionale ― Slovacchia | Cronologia completa delle presenze e delle reti in nazionale ― Slovacchia |
| Data                                                                      | Città                                                                     | In casa                                                                   | Risultato                                                                 | Ospiti                                                                    | Competizione                                                              | Reti                                                                      | Note                                                                      |
| ------------------------------------------------------------------------- | ------------------------------------------------------------------------- | ------------------------------------------------------------------------- | ------------------------------------------------------------------------- | ------------------------------------------------------------------------- | ------------------------------------------------------------------------- | ------------------------------------------------------------------------- | ------------------------------------------------------------------------- |
| 20-8-2003                                                                 | New York                                                                  | Colombia                                                                  | 0 – 0                                                                     | Slovacchia                                                                | Amichevole                                                                | -                                                                         |                                                                           |
| 30-11-2004                                                                | Bangkok                                                                   | Ungheria                                                                  | 0 – 1                                                                     | Slovacchia                                                                | King's Cup 2004                                                           | -                                                                         |                                                                           |
| 2-12-2004                                                                 | Bangkok                                                                   | Thailandia                                                                | 1 – 1                                                                     | Slovacchia                                                                | King's Cup 2004                                                           | -                                                                         |                                                                           |
| 9-2-2005                                                                  | Larnaca                                                                   | Romania                                                                   | 2 – 2                                                                     | Slovacchia                                                                | Amichevole                                                                | -                                                                         |                                                                           |
| Totale                                                                    |                                                                           | Presenze                                                                  | 4                                                                         |                                                                           | Reti                                                                      | 0                                                                         |                                                                           |

## Palmarès

### Club
- Campionato slovacco: 3

Žilina: 2001-2002, 2002-2003, 2003-2004
- Supercoppa di Slovacchia: 3

Žilina: 2003, 2004, 2007
- Coppa di Slovacchia: 1

Žilina: 2011-2012